# Steinbach am Ziehberg
Steinbach am Ziehberg è un comune austriaco di 822 abitanti nel distretto di Kirchdorf an der Krems, in Alta Austria.